# یووان میلوشویچ
یووان میلوشویچ (انگلیسی: Jovan Milošević؛ زادهٔ ۳۱ ژوئیهٔ ۲۰۰۵) بازیکن فوتبال اهل صربستان است.
وی همچنین در تیم‌های ملی فوتبال زیر ۱۵، ۱۶، ۱۷، ۱۸ و ۱۹ سال صربستان بازی کرده است.